# Porphyrinia suppura
Porphyrinia suppura är en fjärilsart som beskrevs av Otto Staudinger 1891. Porphyrinia suppura ingår i släktet Porphyrinia och familjen nattflyn. Inga underarter finns listade i Catalogue of Life.